# Aquae Helveticae

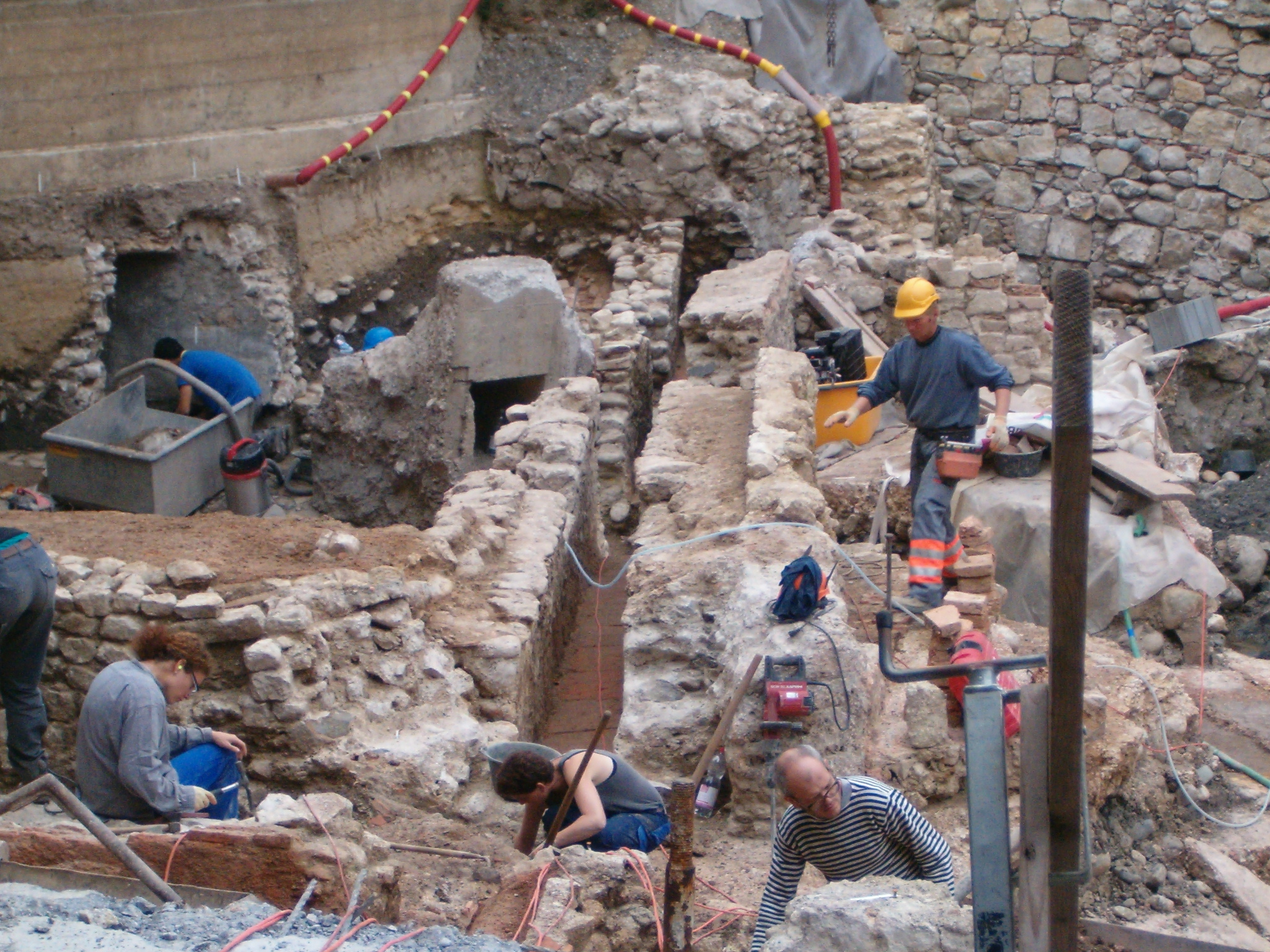

Aquae Helveticae war eine römische Siedlung (Vicus) auf dem heutigen Stadtgebiet von Baden in der Schweiz. Sie entstand kurz nach der Zeitenwende, als Legionäre des fünf Kilometer entfernten Lagers Vindonissa (heute Windisch) die Thermalquellen am Fluss Limmat zu nutzen begannen und Thermen errichteten. Um die Thermen herum entstand eine Händler- und Handwerkersiedlung, die etwa bis zu Beginn des 5. Jahrhunderts bestand.

## Geschichte
Nach dem augusteischen Alpenfeldzügen von Drusus und Tiberius besetzten die Römer im Jahr 15 v. Chr. das Schweizer Mittelland und errichteten kleinere Stützpunkte. Einer davon lag knapp fünf Kilometer westlich von Baden auf dem Gebiet der heutigen Gemeinde Windisch. Ab 14 n. Chr. begann die 13. Legion (Legio XIII Gemina), den Stützpunkt zu einem Legionslager namens Vindonissa auszubauen. Die römischen Soldaten schätzten das 46,6° Celsius warme Badener Thermalwasser, da sie diesem eine heilende Wirkung zuschrieben. An der Flussbiegung der Limmat, rund eine Stunde Fussmarsch vom Lager entfernt, errichteten sie Thermenanlagen. Unmittelbar westlich davon entstand auf dem flachen «Haselfeld» (nördlich des heutigen Bahnhofs) ein Vicus, der den Namen Aquae Helveticae («Helvetische Bäder») erhielt.
Einen Rückschlag erlitt Aquae Helvicae im Vierkaiserjahr 69. Die 21. Legion (Legio XXI Rapax), die den Gegenkaiser Vitellius unterstützte, führte eine Strafaktion gegen die mit Galba verbündeten Helvetier durch, nachdem diese eine Kurierabteilung überfallen hatten. Unter dem Kommando von Aulus Caecina Alienus verwüsteten und plünderten die Legionäre Gutshöfe und Siedlungen in einem weiten Umkreis um Vindonissa. Sie brannten Aquae Helveticae nieder und rieben die helvetische Miliz auf. Die Thermenanlagen scheinen davon nicht betroffen gewesen zu sein. Tacitus erwähnt Aquae Helveticae in den Historien zwar nicht namentlich, schreibt aber, dass Legionäre einen nahen, «wie eine Kleinstadt gebauten, seiner heilsamen Wasser wegen viel besuchten Badeort» zerstörten. Tatsächlich lassen sich für diese Zeit grossflächige Brandspuren auf dem Haselfeld und in Ennetbaden feststellen. Nach Vespasians Machtübernahme und der Beendigung der Krise wurde anstelle der 21. die 11. Legion (Legio XI Claudia) in Vindonissa stationiert, die beim Wiederaufbau mitbeteiligt war. In Aquae Helveticae, wo zuvor nur Holzbauten standen, ersetzte man die Häuser durch Neubauten aus Mauerziegeln.
Das Militär zog im Jahr 101 aus Vindonissa ab, was aber keine Auswirkungen auf den Wohlstand der Siedlung gehabt zu haben scheint. Um die Mitte des 2. Jahrhunderts begann eine Blütezeit. Der Fremdenverkehr bildete die wirtschaftliche Grundlage des Ortes, zusätzlich förderte die Lage an der Brücke über die Limmat das lokale Gewerbe und den Handel. Zwischen 259 und 270 führten die Alamannen zahlreiche Überfälle und Plünderungszüge durch. Die Einwohnerzahl und der Umfang der Siedlung gingen stark zurück, da die Bevölkerung vertrieben wurde und das römische Militär wegen des zwischenzeitlichen Rückzugs über die Alpen keinen Schutz bieten konnte. Ein im Jahr 275 errichteter Leugenstein, Reste von Befestigungsanlagen und zahlreiche Münzen aus dem 4. Jahrhundert lassen darauf schliessen, dass der Ort auch in der Spätantike bewohnt war, aber bedeutend kleiner war als zuvor. Im ersten Jahrzehnt des 5. Jahrhunderts zogen die Römer endgültig ab.

## Ortsname

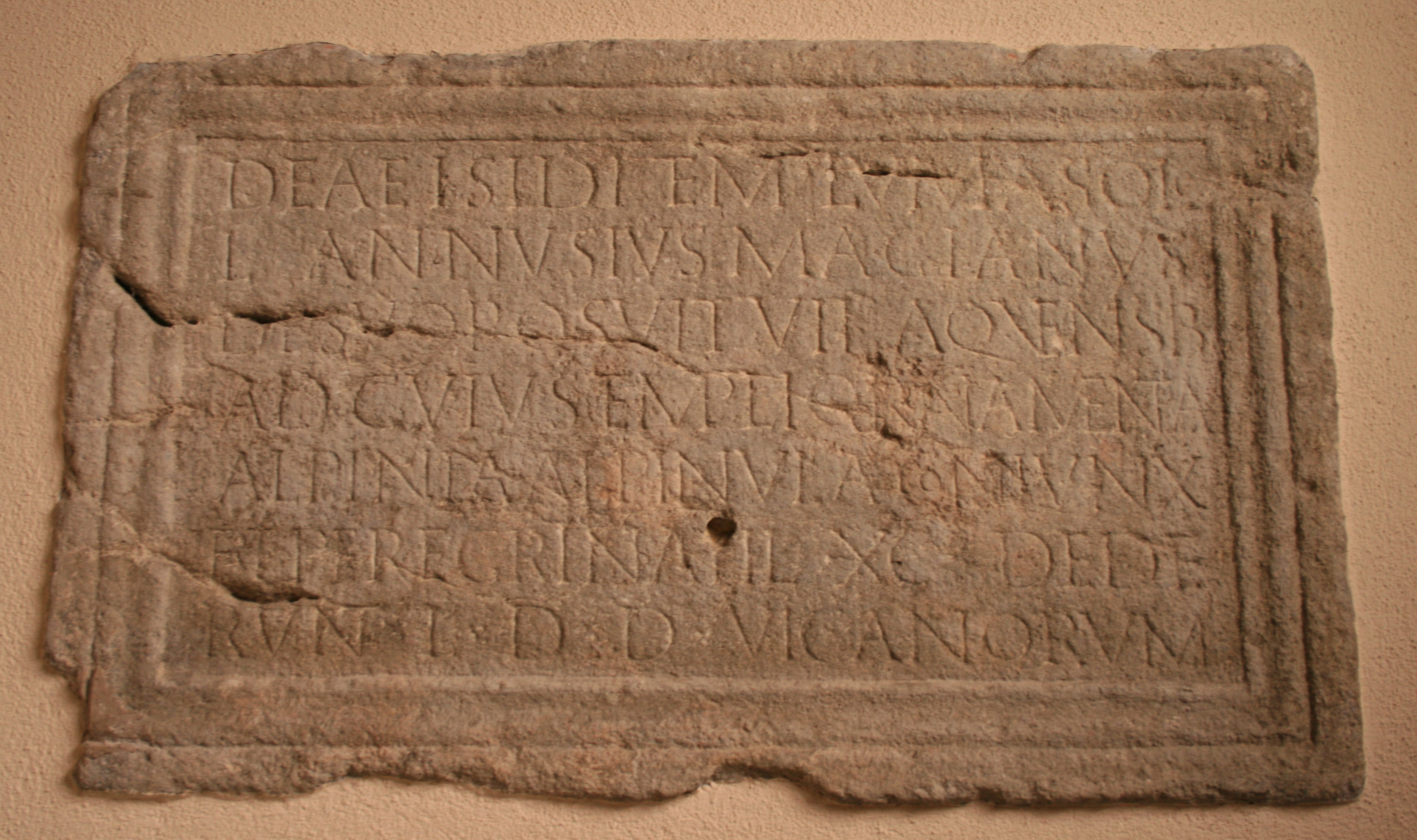
Inschrift aus dem Isistempel, heute eingemauert in der Sebastianskirche in Wettingen

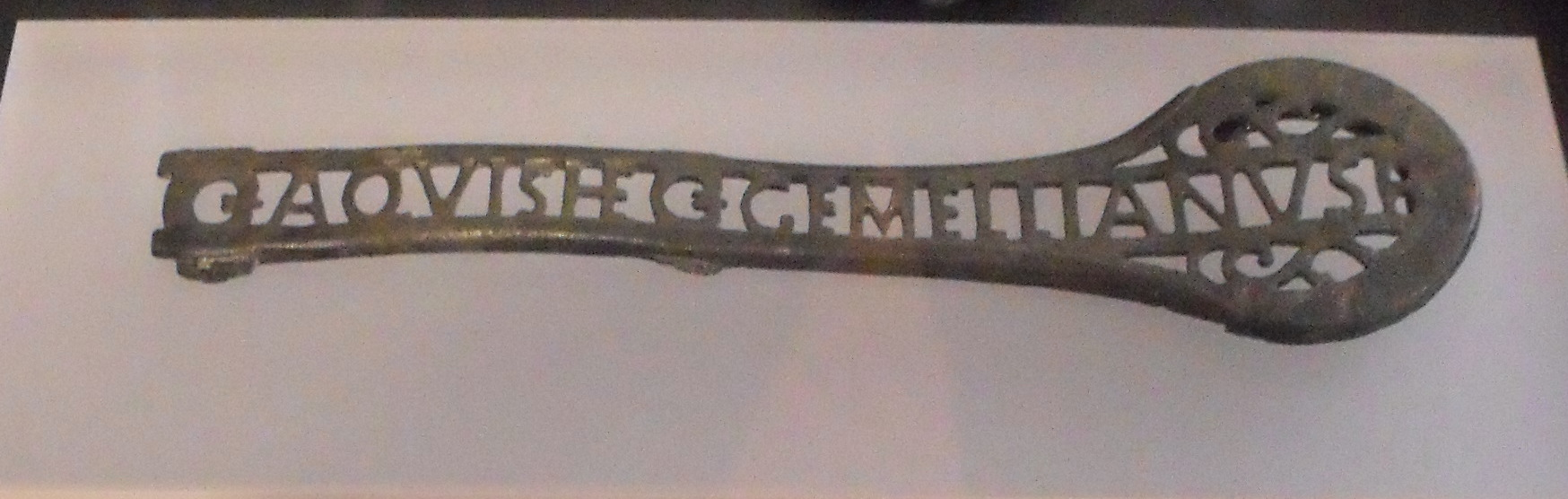
Bronzebeschlag mit Inschrift des Gemellianus, Fundort Mandeure/Epomanduodurum

In Baden selbst ist der Ortsname bislang nicht direkt durch Inschriften belegt. Aegidius Tschudi, der von 1533 bis 1535 als Landvogt der Grafschaft Baden amtierte, berichtete vom Fund einer Steintafel, die in die Turmfassade der Sebastianskirche im benachbarten Wettingen eingemauert war. Auf der Tafel aus dem 2. Jahrhundert wird auf die Stiftung eines Isis-Tempels in Aquae Helveticae hingewiesen. Die Inschrift lautet:
"DEAE ISIDI TEMPLVM A SOLO / L[VCIVS] ANNVSIVS MAGIANVS / DE SVO POSVIT VIK[ANIS] AQVENSIB[VS] / AD CVIVS TEMPLI ORNAMENTA / ALPINIA ALPINVLA CONNIVNX ET PEREGRINA FIL[LA] X C DEDE[-] / RVNT L[OCVS] D[ATVS] D[ECRETO] VICANORVM" (Der Göttin Isis hat Lucius Annusius Magianus von seinem Vermögen einen Tempel von Grund auf für die Dorfbewohner von Aquae errichtet. Zur Ausstattung dieses Tempels haben seine Gattin, Alpinia Alpinula, und seine Tochter, Peregrina, 100 Denare gegeben. Der Platz wurde auf Beschluss der Dorfbewohner zur Verfügung gestellt.)
Der Schreibfehler vikani (statt vicani) lässt vermuten, dass der Verfasser möglicherweise ein Grieche war.
Ebenfalls nachweisen lässt sich der Ortsname auf bronzenen Messerscheidenbeschlägen, die vom in Aquae Helveticae ansässigen Handwerker Gemellianus hergestellt und von Thermenbesuchern als Souvenir an zahlreiche Orte des Römischen Reichs gebracht wurden.

## Siedlung
Der von Römern und Helvetiern bewohnte Ort lag am Schnittpunkt bedeutender Verkehrsverbindungen im Bereich des heutigen Kurparks. Durch den Ort führte die Römerstrasse von Augusta Raurica (Augst) über Vindonissa (Windisch) und Vitudurum (Oberwinterthur) nach Brigantium (Bregenz). Vor der Holzbrücke über die Limmat (ungefähr am Standort der heutigen Schiefen Brücke nach Ennetbaden gelegen) bog eine Strasse ab, die dem linken Flussufer entlang nach Turicum (Zürich) folgte und anschliessend zu den Alpenpässen in Graubünden führte.
Aquae Helveticae war eine wohlhabende Händler- und Handwerkersiedlung. Die 5 bis 6 Meter breiten Strassen im Innerortsbereich wiesen einen für damalige Verhältnisse sehr hohen Ausbaustandard auf. Häuser mit Laubengängen (Portiken) säumten die Strassen. An die Laubengänge schlossen sich Läden und Werkstätten an, weiter hinten Wohnräume und Hinterhöfe. Die Gebäude an der Abzweigung (im Bereich des heutigen Kurparks) waren besonders repräsentativ und wiesen villenähnliche Grundrisse auf.
Die grosse Anzahl gefundener Waffen und Rüstungsteile deutet darauf hin, dass der Ort unter militärischer Verwaltung stand. Der Standort der öffentlichen Gebäude ist bis heute nicht bekannt, nur die Existenz des Isistempels konnte anhand der Inschrift in Wettingen nachgewiesen werden. Beim Neubau des «Staadhofs» kam 1967 ein Teil der bis dahin unentdeckten Thermenanlagen zum Vorschein: Zwei marmorverkleidete Badebecken mit einer Fläche von 5 × 11 Meter bzw. 7 × 15 Meter, dazwischen vier kleine Wannen. Das Wasser gelangte über eine 50 Meter lange Leitung von einer der Quellen in eine Apsis. Von 2009 bis 2012 führte die Kantonsarchäologie Aargau umfangreiche Ausgrabungen durch, die zahlreiche neue Erkenntnisse brachte.
Über die römische Besiedlung am rechten Limmatufer war bis vor kurzem kaum etwas bekannt. Dies änderte sich, als die Kantonsarchäologie 2006 sowie von 2008 bis 2010 Ausgrabungen in Ennetbaden durchführte. Im frühen 2. Jahrhundert entstand dort nach dem Brand eines Handwerkerviertels ein repräsentativer Terrassenbau, der ungewöhnlich luxuriös mit Freskenmalereien, Mosaiken, marmorverkleideten Wänden und Fussbodenheizungen ausgestattet war; auch Teile des Mobiliars blieben erhalten.